# Paul Fredi de Quervain
Paul Fredi de Quervain (* 2. November 1926 in Frankfurt am Main; † 10. Juni 1992 in Bergen, Norwegen) war ein Psychoanalytiker.

## Leben und Werk
De Quervain war ein Sohn des Theologen Alfred de Quervain. Er studierte Medizin und wirkte bei der Psychologischen Vereinigung Bern mit. 1952 gab er sein „Schauspiel in 3 Akten und einem Vorspiel“ Nachher heraus. Eine weitere Publikation ist Psychoanalyse und dialektische Theologie: zum Freud-Verständnis bei K. Barth, E. Thurneysen und P. Ricoeur (1977).
Sein bekanntestes Werk Psychoanalyse und dialektische Theologie (1978) wurde ins Französische übersetzt.